# Brave Love 〜Galaxy Express 999
『Brave Love 〜Galaxy Express 999』（ブレイヴ・ラヴ 〜ギャラクシー・エクスプレス・スリーナイン）は1998年2月25日に発売されたTHE ALFEE45枚目のシングル。

## 概要
本作はEXPRESS移籍第1弾シングル。
東映アニメ映画『銀河鉄道999 エターナル・ファンタジー』主題歌。
シングル・ヴァージョンではフェイド・アウトするが、アルバム『Nouvelle Vague』収録ヴァージョンは、完奏してカットアウト後、汽笛音で締められている。
カップリング曲は「1998年大阪国際女子マラソン」イメージソング。
「LOVE NEVER DIES」以降3作連続で桜井賢がリードヴォーカルを務める。
本作は白地の通常盤(品番：TODT-5110)の他に、限定盤として赤地(TODT-5110R)・青地(TODT-5110B)が発売。色が異なる以外、デザイン・収録曲は同じである。
初回生産分のみ、『銀河鉄道999 エターナル・ファンタジー』のステッカーが封入された。
正確には前作のシングルは「明治学院校歌」であるが、チャリティ盤の為、枚数には数えられず、「倖せのかたち 〜Send My Heart〜」が前作シングルとなる。

## 収録曲
全曲　作詞・作曲：高見沢俊彦　編曲：THE ALFEE
1. Brave Love 〜Galaxy Express 999
2. Beyond The Win
3. Brave Love (Original Instrumental)

## 収録作品
- Nouvelle Vague（#1、Album Version,2）
- THE ALFEE 單曲特集（#1）
- THE ALFEE CLASSICS III（#1、交響曲第25番ト短調k.183〜Brave Love〜Galaxy Express 999）
- THE BEST 1997-2002 〜aprés Nouvelle Vague〜（#1）
- 夢よ急げ -大阪国際女子マラソンイメージソング・アルバム-（#2）
- THE ALFEE 30th ANNIVERSARY HIT SINGLE COLLECTION 37（#1、Re-Mix）
- THE ALFEE SINGLE HISTORY VOL.V 1996-2001（#1,2）

## 関連作品
- 『THE ALFEE 30th ANNIVBERSARY VIDEO CLIPS Ⅱ』（DVD 2004年9月15日） - 「Brave Love 〜Galaxy Express 999」(Short Version)のプロモーションビデオを収録。上述の劇場公開ではこの映像が使用された。後にBlu-ray版が再発売された。